# Estadio David Ordóñez Bardales
Estadio David Ordóñez Bardales – stadion piłkarski w gwatemalskim mieście Zacapa, stolicy departamentu Zacapa. Obiekt może pomieścić 9000 widzów, a swoje mecze rozgrywa na nim drużyna CSD Zacapa.
Obiekt został otwarty w 1952 roku. Nosi imię byłego burmistrza Zacapy, Davida Ordóñeza Bardalesa. Posiada cztery sektory, dwie kryte trybuny, niewielką lożę oraz strefy prasowe. Dysponuje masztami sztucznego oświetlenia. Był jednym z niewielu stadionów w Gwatemali spełniającym wymogi rozgrywania meczów międzynarodowych, jednak później cofnięto mu to pozwolenie.
Jest wieloletnim domowym obiektem klubu CSD Zacapa. Przydomek tego zespołu to „Gallos” („Koguty”), wobec czego stadion zyskał przydomek „El Gallinero” („Kurnik”). 